# Leland (Washington)
Leland az Amerikai Egyesült Államok északnyugati részén, Washington állam Jefferson megyéjében elhelyezkedő önkormányzat nélküli település.
Leland postahivatala 1881 és 1959 között működött. A Leland elnevezés Laura E. Andrews telepes nevéből származik.

## Fordítás
- Ez a szócikk részben vagy egészben  a   Leland, Washington című angol Wikipédia-szócikk ezen változatának fordításán alapul.  Az eredeti cikk szerkesztőit annak laptörténete sorolja fel. Ez a jelzés csupán a megfogalmazás eredetét és a szerzői jogokat jelzi, nem szolgál a cikkben szereplő információk forrásmegjelöléseként.